# Hinrich Cröpelin
Hinrich Cröpelin (ook als Henrich Kröpelin geschreven; * 16 april 1647 te Esens; † onbekend) was een meester in de houtsnijkunst uit het Oost-Friese Esens.
Hij was de zoon van Jacob Cröpelin, die het ambacht eveneens uitoefende. 
Van Hinrich Cröpelin zijn de volgende werken bekend:
- Het retabel in de Mauritiuskerk van Reepsholt.
- De barokke kansel in de Victorkerk te Victorbur (1697).
- De kniebank in de Johannes de Doperkerk te Engerhafe (1698).